# Aristágoras
Aristágoras de Mileto (en griego antiguo: Ἀρισταγόρας ὁ Μιλήσιος; ¿-?) fue un tirano de la ciudad jonia de Mileto a finales del siglo VI y principios del siglo V a. C.

## Contexto histórico
Aristágoras era hijo de Molpagoras y yerno (y sobrino) de Histieo, a quien los persas habían colocado al frente de la ciudad de Mileto en calidad de tirano. Aristágoras tomó el control de la ciudad cuando Histieo fue promocionado como consejero del rey aqueménida Darío I.
Cuando la mayor isla de las Cícladas, Naxos, se rebeló en el año 502 a. C. instaurando una democracia y expulsando a los señores filopersas de la isla, estos solicitaron la ayuda de Aristágoras, quien aceptó, asumiendo que sería reconocido como líder de la misma. Para ello convenció a Artafernes, sátrapa de Lidia y hermano de Darío I, acerca de la conveniencia de tomar el control de Naxos. Artafernes, previa consulta a Darío, aceptó a cambio de que la expedición fuera comandada por un persa, Megabates. Debido a, entre otras causas, las diferencias habidas entre Megabates y Aristágoras, la expedición (501 a. C.) fue un fracaso, ya que Megabates avisó a los habitantes de la isla de que se acercaba la flota para invadirles.

## Revuelta jónica
Quizás por miedo a ser castigado por Artafernes por haberle dicho que Naxos sería fácilmente derrotada, o quizás para recuperar vía botín de guerra todo lo que había perdido en el asedio a Naxos, Aristágoras provocó que Mileto se rebelara contra Persia. Parece además, que recibió órdenes expresas de Histieo de rebelarse (Histieo pretendería supuestamente que los persas aplastaran la rebelión para ser repuesto en el cargo de tirano). En el 499 a. C., Aristágoras contaba con el apoyo de la mayoría de los ciudadanos, excepto del geógrafo Hecateo. Se instauró una democracia y pronto algunas ciudades griegas jonias se sumaron a la rebelión. Cada una podía tener su propia razón para hacerlo. Lo que parece claro es que el hecho de que algunas otras quedaran al margen indica que no fue un levantamiento conjunto por un sentimiento de identidad unitaria, sino más bien un aprovechamiento de las circunstancias para sacudirse el dominio persa. Seguramente tenía mucho que ver el elevado tributo al que estaban obligadas a contribuir.
Aristágoras marchó entonces a Grecia para solicitar apoyo de las polis griegas. Pidió inicialmente apoyo de Esparta, argumentando que una invasión a Persia sería fácil y que la capital Susa se encontraba sólo a 3 meses de camino, pero el rey Cleómenes I decidió mantenerse al margen. Tuvo más éxito con Atenas y Eretria, capital de la isla de Eubea, las que enviaron veinte y cinco  trirremes respectivamente con sus tripulaciones, ayuda poco eficaz, pero para  Aristágoras, lo   suficiente para catapultar ese respaldo moral que los sublevados necesitaban.

Según el historiador griego Heródoto de Halicarnaso, era más fácil convencer a una asamblea de miles de atenienses que a un solo rey espartiata. Inicialmente la revuelta tuvo bastante éxito pues los griegos llegaron a la capital de Lidia (Sardes), arrasando parte de la ciudad. Artafernes defendió con éxito la ciudadela, y cuando los griegos se retiraban, salió a su encuentro derrotándolos. La rebelión finalizó posteriormente en el 494 a. C. con la toma y abatimiento de Mileto.

## El final
Antes del final de la revuelta, y viendo la derrota que se avecinaba, Aristágoras huyó a Tracia, a la colonia milesia de Mircino, donde intentó establecer una nueva colonia en el río Estrimón, en el mismo sitio donde posteriormente se asentó la colonia ateniense de Anfípolis. Murió a manos de los tracios cuando estaba atacando una ciudad tracia vecina.